# مورتون گورتین
 مورتون گورتین (انگلیسی: Morton Gurtin؛ زاده ) یک ریاضی‌دان، و فیزیک‌دان اهل ایالات متحده آمریکا است.